# Zvoriștea
Zvoriștea is een Roemeense gemeente in het district Suceava.

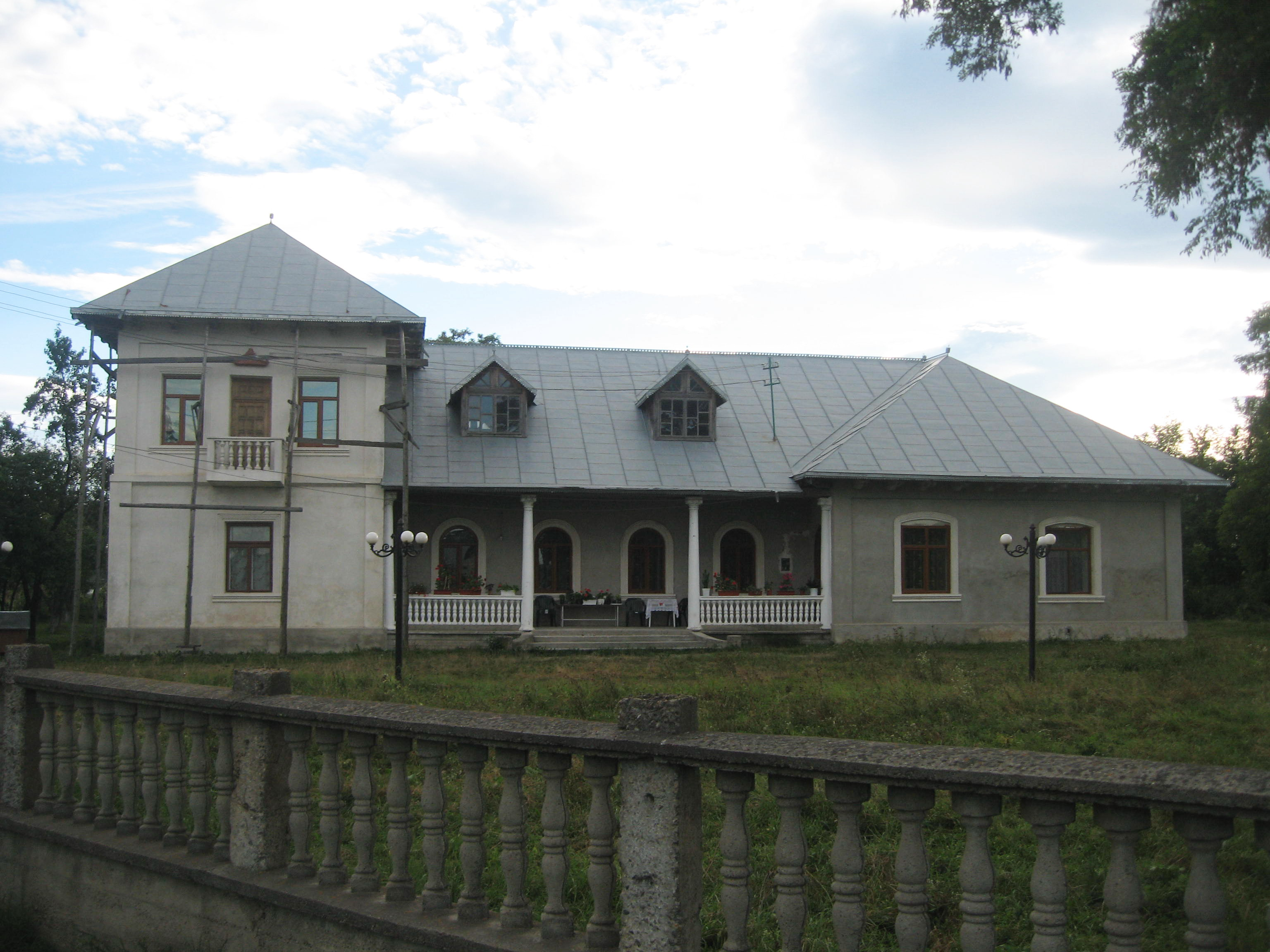
Herenhuis in Zvoriștea

Zvoriștea telt 6164 inwoners.